# Mark Henry
Mark Jerrold Henry (Silsbee, 12 giugno 1971) è un ex wrestler, ex sollevatore e powerlifter statunitense.
Soprannominato "The World's Strongest Man" dopo essersi qualificato nel sollevamento pesi per i Giochi della XXV Olimpiade a Barcellona nel 1992, dove si classificò al decimo posto nella sua categoria di peso, nel 1996, firmò un contratto di dieci anni con la World Wrestling Federation, dove rimase per tutta la durata della carriera. Nel 2017, dopo aver lasciato il ring, svolse il ruolo di producer fino al 2021, quando lasciò la compagnia e firmò per la All Elite Wrestling, dove svolge il ruolo di commentatore di Rampage.
Nel corso della sua carriera è stato due volte campione del mondo, avendo vinto il World Heavyweight Championship e l'ECW Championship; ha detenuto anche il WWF European Championship.

## Biografia
Henry è nato nella piccola città di Silsbee nel Texas orientale, 90 miglia a nord-est di Houston. Da bambino era un grande fan del wrestling e André the Giant era il suo wrestler preferito. Mentre partecipava a uno spettacolo di wrestling a Beaumont, in Texas, il giovane Henry cercò di toccare André mentre camminava lungo la navata, ma inciampò nella barricata. André lo raccolse dalla folla e lo rimise dietro la barricata.
Nel 1983, suo padre Ernest, morì per complicazioni dovute al diabete, e nel 1985, a Henry fu diagnosticata la dislessia.
Henry proviene da una famiglia in cui quasi tutti gli uomini sono più grandi della media, in particolare il suo prozio Chudd, che era alto 6 piedi e 7 pollici (201 cm), pesava 500 libbre (230 kg), non aveva mai avuto un paio di scarpe fabbricate ed era conosciuto come l'uomo più forte dei Piney Woods del Texas orientale.
Henry ha giocato a football al liceo fino al suo ultimo anno, quando ha stirato i legamenti del polso durante la prima partita dell'anno e ha segnato meno di 700 al SAT.

## Carriera

### World Wrestling Federation/Entertainment (1996–2021)

#### Gli esordi (1996–1998)
All'età di 24 anni, Mark Henry fece la sua prima apparizione nella World Wrestling Federation nella puntata di Monday Night Raw dell'11 marzo 1996, dove eseguì un bodyslam su Jerry Lawler, che lo aveva ridicolizzato mentre lo intervistava nel ring. Dopo aver partecipato alle Olimpiadi estive dello stesso anno, Henry firmò con la WWF un contratto di dieci anni. Dopo essere stato allenato dal wrestler Leo Burke, la sua prima faida fu con Lawler. Al pay-per-view SummerSlam nell'agosto del '96, Henry intervenne per aiutare Jake Roberts che stava subendo un attacco da parte di Lawler. Henry fece il suo debutto nel ring il 22 settembre a In Your House 10: Mind Games, dove sconfisse lo stesso Lawler. La faida continuò nei circuiti indipendenti nelle settimane successive. Nella puntata di Raw del 4 novembre, Henry apparve nelle vesti di manager di Barry Windham nel suo match contro Goldust. Alle Survivor Series, Henry doveva inizialmente far parte del team composto da sé stesso, Windham, Marc Mero e Rocky Maivia, ma venne rimpiazzato da Jake Roberts a causa di un infortunio. Nella puntata di Superstars del 17 novembre, Henry sconfisse Hunter Hearst Helmsley, Crush e Goldust in un tug of war contest.
Dopo un infortunio, Henry tornò nel novembre 1997, ma lottò i match televisivi il mese seguente. Nella puntata di Raw del 15 dicembre, fece il suo ritorno sul ring sconfiggendo Steve Lombardi, e il 27 dicembre a Shotgun batté The Sultan.

#### Nation of Domination (1998–1999)
Il 12 gennaio 1998, Henry effettua il suo primo Turn Heel unendosi alla Nation of Domination composta dal leader Faarooq, The Rock, Kama Mustafa e D'Lo Brown. Dopo che The Rock aveva usurpato la leadership di Faarooq, Henry mostrò fedeltà a Rock. Inoltre a WrestleMania XIV insieme a D'Lo Brown, prese parte a una tag team battle royal, che perse. Dopo lo scioglimento della Nation, iniziò una breve rivalità con The Rock, che sconfisse a Judgment Day: In Your House con l'aiuto di Brown, e formò un team permanente insieme a Brown, avendo Ivory come manager. Quando la stable si sciolse, formò un tag team con D'Lo Brown, tornando face. Nel corso del match tra D'Lo e Jeff Jarrett di SummerSlam 1999 per il WWF Intercontinental Championship ed il WWF European Championship (entrambi detenuti da D'Lo), Henry aiutò Jarrett a vincere match e titoli. La sera successiva, Henry ottenne lo European Championship da Jarrett.

#### Sexual Chocolate (1999–2000)
Henry cominciò a provarci con diverse lottatrici della WWF, da Chyna a Mae Young. Ebbe un feud con Viscera poiché, secondo la storyline, Viscera colpì Mae Young mentre questa era incinta del figlio di Henry. La storyline divenne sempre più imbarazzante e raggiunse l'apice quando la Young partorì una mano.
Henry fu in seguito inserito in molte altre storyline a sfondo sessuale; portò infatti in scena una relazione con una drag queen (senza si rendesse conto che si trattava di un uomo), oppure quando dichiarò essere malato di sesso e che la sua prima esperienza sessuale fu con sua sorella.

#### Ohio Valley Wrestling (2000–2003)
Nel 2000 fu mandato alla Ohio Valley Wrestling per migliorare le sue abilità. Poco tempo dopo prese un periodo di pausa dal wrestling per concentrarsi sul sollevamento pesi e il 23 febbraio 2002 vinse una gara di strongman nel corso dell'Arnold Classic, vincendo un Hummer H1 da 75.000 dollari.
Henry tornò il mese successivo nella WWF e fu mandato nel roster di SmackDown!, dove la sua gimmick da "feats of strength" non ebbe il successo sperato. Henry tornò nella OVW, si fece crescere i capelli e fare i dreadlocks; perse inoltre la sua attitudine face e divenne heel.

#### Alleanza con Theodore Long (2003–2006)
Nell'agosto del 2003 Mark Henry tornò negli show della World Wrestling Entertainment nel roster di Raw, riscuotendo un discreto successo come membro dei "Thuggin' And Buggin' Enterprises," un gruppo di afroamericani guidati da Theodore Long impegnati in un angle che li voleva vittime di comportamenti razzisti da parte degli "uomini bianchi". Henry non era l'unico membro del team ma ne faceva parte anche Rodney Mack, atleta che fu poi licenziato poco dopo il debutto del "World's Strongest Man". In quel periodo, Henry fu inserito in un breve feud contro l'allora World Heavyweight Champion Goldberg, aiutando l'ex-campione Triple H. Iniziò poi una breve faida con Booker T: alle Survivor Series, Henry eliminò Booker T durante il 5-on-5 Traditional Survivor Series Tag Team Elimination match tra i Team Austin e il Team Bischoff (di cui Henry faceva parte). Due settimane dopo, Henry sconfisse Booker T in uno Street Fight a Raw e, la settimana dopo, attaccò il suo avversario mentre questi era sul ring con Stacy Keibler. Nella puntata di Raw dell'8 dicembre Henry sconfisse poi Booker T in un match singolo. La faida culminò infine il 14 dicembre ad Armageddon con la vittoria definitiva di Booker T. In una puntata di Raw del febbraio 2004 Henry lottò un match contro Chris Benoit; verso la fine del match Benoit imprigionò Henry nella sua Crippler Crossface, obbligandolo a cedere.
Mark Henry fu costretto ad un'operazione alla spalla per un infortunio subito a causa della Crippler Crossface. Henry fu quindi utilizzato dalla WWE per le pubbliche relazioni durante la convalescenza.
L'infortunio si rivelò peggiore del previsto e Mark Henry rimase fermo per quasi due anni.

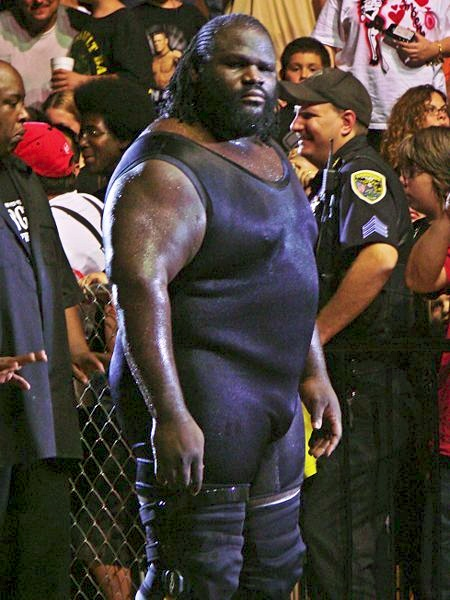
Mark Henry nel settembre del 2006

Durante una puntata di SmackDown! registrata il 27 dicembre, Henry fece il suo ritorno nel roster, interferendo in un match per il WWE Tag Team Championship match per aiutare gli MNM (Joey Mercury e Johnny Nitro) a sconfiggere i campioni Rey Mysterio e Batista. Henry quindi si alleò agli MNM ed ebbe come manager Melina. La settimana successiva a SmackDown! ebbe un faccia a faccia con il World Heavyweight Champion Batista ed in seguito interferì in uno Steel Cage match tra gli MNM ed il team Rey Mysterio e Batista, aiutando gli MNM a mantenere le cinture. Henry ebbe un match con Batista in un evento dal vivo, ma Batista si infortunò gravemente al tricipite e fu costretto a rendere vacante il titolo.
Nella puntata del 10 gennaio 2006 di SmackDown!, Henry prese parte ad una Battle Royal match per il vacante World Heavyweight Championship; a vincere fu Kurt Angle, che eliminò per ultimo proprio Henry. La settimana successiva Henry cambiò manager in favore di Daivari, il quale si ribellò ad Angle presentando proprio Henry come suo nuovo cliente. Henry affrontò Kurt Angle per il World title alla Royal Rumble, ma non riuscì a vincere il match.
Il 10 marzo Mark Henry fu sfidato da The Undertaker a WrestleMania 22 in un Casket match. Henry, desideroso di porre fine alla striscia di vittorie di Undertaker a WrestleMania, non riuscì a battere il Becchino. Henry ottenne un rematch contro The Undertaker nella puntata di SmackDown! del 7 aprile, ma la contesa finì con un no-contest quando Daivari annunciò il debutto del suo nuovo cliente, The Great Khali. Tra marzo e aprile Henry vinse due volte per schienamento contro il World Heavyweight Champion Rey Mysterio in "non title match"; partecipò inoltre al torneo per il titolo di King of the Ring 2006, venendo sconfitto da Bobby Lashley al primo round. Fu quindi sfidato da Angle a Judgement Day 2006; al pay-per-view Henry sconfisse Kurt Angle per count-out, ma subì la furia di Angle che lo colpì con una sedia; Angle inoltre scaraventò Henry contro il tavolo dei commentatori, cosa fatta in precedenza dallo stesso Henry su Angle in un paio di occasioni.

#### Opportunità titolate (2006–2008)
Iniziò il cosiddetto "percorso di distruzione", infortunando diversi wrestler. Attaccò Chris Benoit, Paul Burchill, Rey Mysterio e Chavo Guerrero, riuscendo ad infortunare i primi due. Entrò quindi in un feud con Batista in previsione di un match tra i due a The Great American Bash. Poche settimane prima dell'evento, nel corso di una puntata di Saturday Night's Main Event, Henry partecipò ad un six-man tag team match con King Booker e Finlay contro Batista, Rey Mysterio e Lashley; nel corso del match, Henry subì un grave infortunio, rompendosi un tendine della rotula e la stessa rotula in due parti.
Mark Henry tornò nella Ohio Valley Wrestling verso la fine di febbraio 2007, battendo Daniel Rodimer in un match a senso unico. Rientrò a Smackdown il 1º maggio, attaccando Undertker al termine di uno Steel Cage match contro Batista. Di lì in poi, ha tentato diverse volte di entrare nel giro degli sfidanti per il titolo del mondo, senza successo. Verso fine maggio sconfisse in pochi minuti The Boogeyman, dopo aver effettuato una World's Strongest Slam su di lui e sul suo accompagnatore Little Boogeyman. Iniziò un feud con Undertaker, culminato in un match a Unforgiven 2007 vinto da quest'ultimo.

#### ECW Champion e varie faide (2008–2011)
Con il Draft 2008 è passato al roster della ECW. Durante il pay-per-view Night Of Champions 2008 ha sconfitto Big Show e l'ECW Champion Kane in un triple threat match valevole per l'ECW Championship, diventando per la prima volta campione mondiale in WWE. A The Great American Bash 2008 ha difeso il suo titolo contro Tommy Dreamer. Mark Henry ha difeso il titolo dall'assalto di Matt Hardy a SummerSlam 2008 grazie ad una sconfitta per DQ causata dal suo manager Tony Atlas, ma lo ha perso in favore di questi durante l'ECW Championship Scramble match svoltosi ad Unforgiven 2008. A No Mercy 2008 Mark Henry non è riuscito a sconfiggere Matt Hardy e a riconquistare l'ECW Championship. Dopo Cyber Sunday, in cui non fu scelto come sfidante al titolo dal pubblico, intraprese un lungo feud contro Finlay terminato ad Armageddon dove venne sconfitto in un Belfast Brawl Match. Nel marzo 2009 a Raw sconfigge Santino Marella conquistando un posto a Wrestlemania 25 nel Money in the Bank.

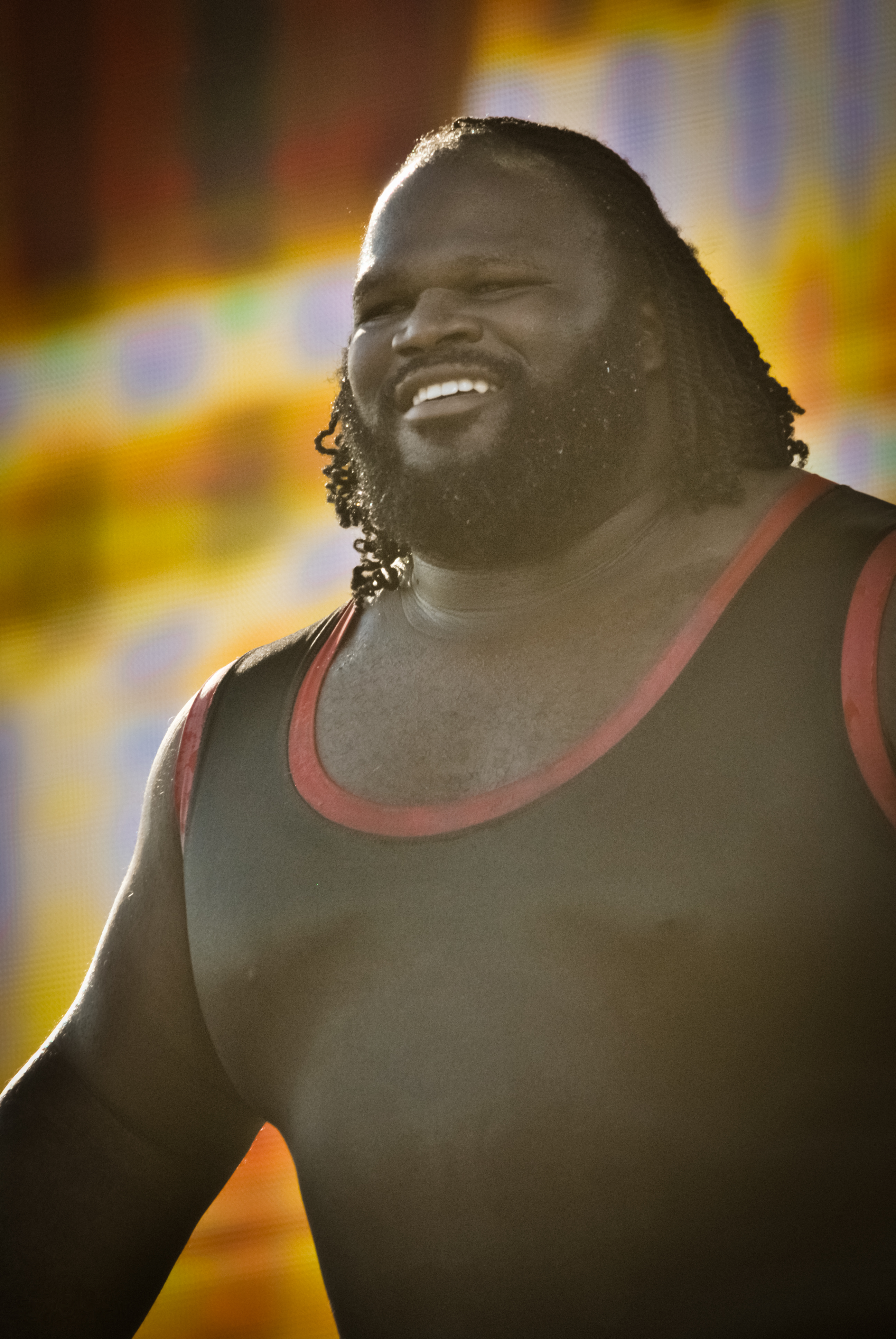
Mark Henry al Tribute to the Troops nel dicembre del 2010

Nell'edizione di Raw successiva al PPV The Bash, dove è uscito sconfitto nello scramble contro Dreamer, Christian, Swagger e Finlay, Mark Henry passa nel roster di Raw debuttando in un gauntlet match schienando il campione WWE Randy Orton.
Effettuando così un Turn face. Henry inizia un ottimissimo periodo di vittorie ai danni dei membri della Legacy, Chavo Guerrero e di Chris Masters. Nella puntata di RAW del 24/08 si allea con MVP, formando il The World's Strongest Tag Team con lo scopo di sottrarre le cinture di coppia a Jericho e Big Show nel successivo PPV, Breaking Point. In quest'ultimo, che si è svolto a Montréal, lui e MVP non sono riusciti a conquistare le cinture di coppia unificate. Nel PPV WWE Bragging Rights il team di Raw viene sconfitto dal team di SmackDown grazie al tradimento di Big Show. Alle Survivor Series lotterà nel team capitanato da Kofi Kingston. Nonostante venga eliminato dopo pochi secondi da Orton il team Kingston riesce ad aggiudicarsi il match.
Nella puntata di Raw del 7 dicembre ha un match contro The Miz valido per il WWE United States Championship ma è il campione a vincere il match. Nella puntata di Raw del 4 gennaio partecipa ad un fatal-4-way valido per il primo contendente al titolo degli stati uniti detenuto da The Miz, a questo match partecipano anche Jack Swagger Carlito ed MVP. A trionfare è MVP ed è qui che finisce l'amicizia tra MVP e Mark Henry. Nella puntata del 5 gennaio 2010 non riesce a qualificarsi per la finale del torneo ECW Homecoming venendo sconfitto da CM Punk.
La sera seguente al PPV Elimination Chamber Mark Henry e MVP vengono sconfitti da The Miz e Big Show per i titoli di coppia. A Extreme Rules MVP & Mark Henry perdono un tag team Gauntlet match contro la Hart Dynasty; nel match erano coinvolti anche The Miz & Big Show e R-Truth & John Morrison. Nella puntata di Raw del 24 maggio, viene sconfitto da Sheamus non riuscendo a qualificarsi per il Fatal 4 Way valido per il WWE Championship al nuovo PPV Fatal 4 Way.
A Night of the Champions 2010 ha perso la possibilità di diventare Campione di Coppia WWE insieme ad Evan Bourne. Insieme al suo compagno Yoshi Tatsu non riesce a vincere i WWE Tag Team Championship in un Fatal 4-Way Tag Team Match contro i campioni Heath Slater & Justin Gabriel, The Usos e Santino Marella & Vladimir Kozlov. Il match viene vinto dalla coppia italo-russa. Nel 2011, inizia poi un feud con Sheamus, che si chiude con la vittoria di Mark Henry in una puntata di Raw. Il 10 marzo, a Superstars, Henry, in coppia con The Great Khali e Natalya, sconfigge in un six-person mixed tag team match Tyson Kidd, William Regal e Melina. A Wrestlemania 27, Henry partecipa al dark match battle royal a 22 uomini dove però viene eliminato. Nella puntata di Raw dell'11 aprile, Henry partecipa ad un 8-man tag team match insieme a Santino Marella, Daniel Bryan e Evan Bourne ma i quattro vengono sconfitti dal Corre a causa dello schienamento di Heath Slater su Santino Marella. Nella puntata di Raw dedicata al Draft 2011, Mark Henry partecipa alla battle royal SmackDown vs Raw dove però si autoelimina per eliminare Brodus Clay.

#### World Heavyweight Champion (2011–2012)

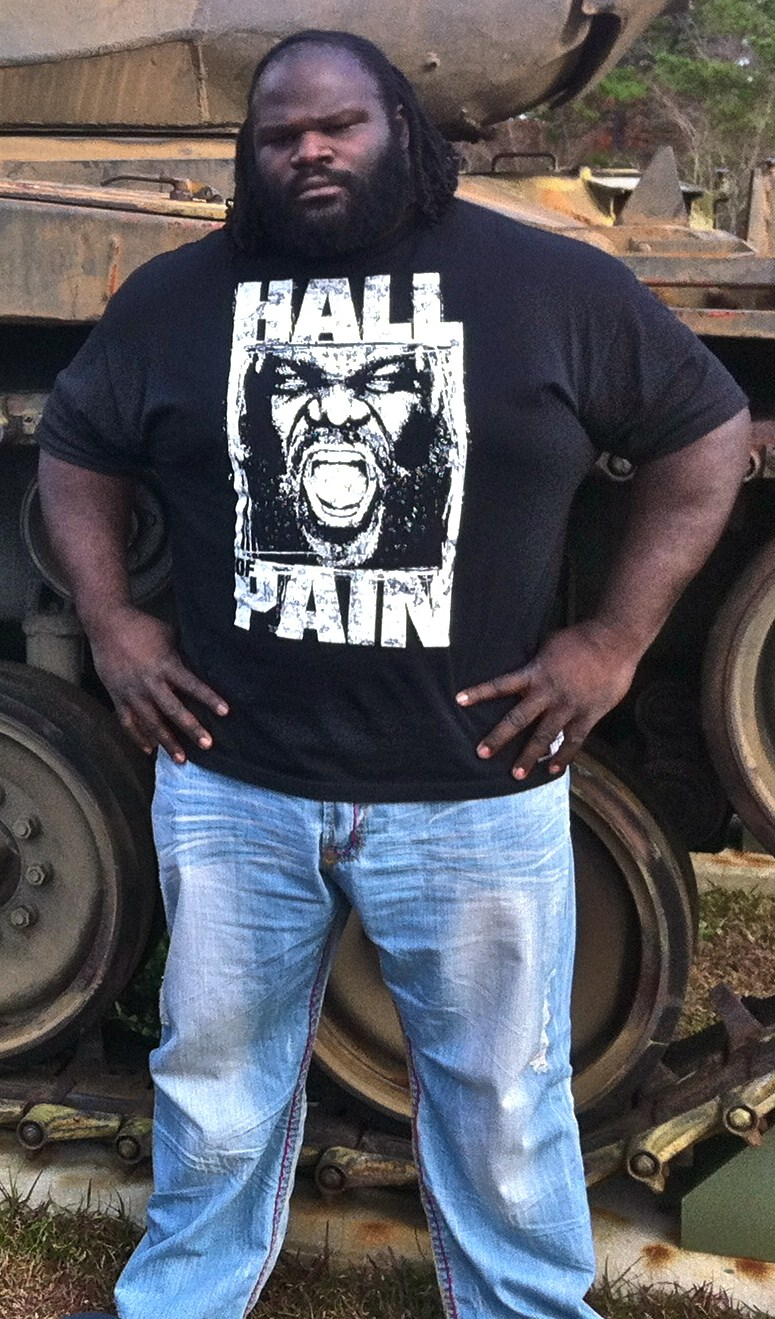
Mark Henry nel 2011

Nella puntata del Draft 2011 viene trasferito a SmackDown! dopo il match tra Randy Orton e Dolph Ziggler. Nel main event è in coppia con John Cena e Christian per rappresentare SmackDown contro Alberto Del Rio, CM Punk e The Miz per rappresentare RAW. Ad un certo punto, Mark Henry attacca il suo compagno Cena con una clothesline e se ne va verso gli spogliatoi, sbattendo Christian sui gradoni d'acciaio, effettuando così un Turn Heel. Nella puntata di SmackDown del 27 maggio, perde un triple treath match contro Christian e Sheamus che decretava il primo sfidante al World Heavyweight Championship detenuto da Randy Orton. Il match viene vinto dall'irlandese che però schiena Christian per vincere.
Nel PPV Money in the Bank, sconfigge Big Show. A fine match, con l'ausilio di una sedia, esegue una Henry Bomb sulla gamba di Big Show. Successivamente inizia una faida con Sheamus e a Summerslam, i due si affrontano e vince Mark Henry per un Count Out.
Nella puntata di SmackDown del 19 agosto vince la 20-Men Battle Royal per il #1 contender al World Title eliminando per ultimo Sin Cara, laureandosi come primo sfidante al titolo.
Nella puntata di Super Smackdown del 30 agosto, Mark Henry dopo la vittoria di Randy Orton contro Christian nello Steel Cage match, irrompe nella gabbia d'acciaio, assale brutalmente Randy Orton ed infine lo mette K.O. con la World Strongest Slam. A Night of Champions, batte Randy Orton e diventa per la seconda volta campione mondiale in WWE.
Nella puntata di SmackDown del 7 ottobre, come promesso, Big Show fa ritorno dopo tre mesi e lo fa attaccando Mark Henry; prima dell'attacco Big Show chiede una title shot per il titolo degli pesi massimi poi negatagli da Henry, in seguito Show scaraventa Henry con una Chokeslam sul tavolo dei commentatori, per poi cercare di colpirgli la gamba e venendo fermato dal GM di SmackDown! Theodore Long che conferisce a Big Show il ruolo da numero 1 Contender al titolo di Mark Henry. A Vengeance il match contro Big Show finisce in un No-contest dopo il crollo del ring, mantenendo così il World Heavyweight Title. Il 4 novembre, a Smackdown, sfida Daniel Bryan con fuori dal ring Big Show che riesce quasi a farsi ottenere, grazie alla valigetta del Money in the Bank di Daniel, una sfida a Mark Henry per la cintura ma quest'ultimo colpisce Daniel con la World's Strongest Slam impedendogli la possibilità di sfida. Ma proprio a quel punto arriva il GM Theodore Long che avverte che i due giganti si affronteranno a Survivor Series per il titolo degli pesi massimi. Alle Survivor Series Mark Henry viene sconfitto da Big Show per squalifica, riuscendo a mantenere il titolo. Dopo il match, lo stesso Henry tenta di rompere nuovamente la caviglia a Big Show, ma quest'ultimo riesce ad evitare l'attacco e a colpire Henry con la Big Finisher. Successivamente Show prende la sedia e rompe la caviglia a Henry, che viene portato via in barella. Nella puntata di SmackDown del 25 novembre torna in stampelle e viene attaccato da Big Show con la Big Finisher. Poco dopo interviene Daniel Bryan, che incassa il Money in the Bank, e conquista il World Heavyweight Championship. Ma poco dopo Theodore Long cancella la vittoria e restituisce la valigetta a Bryan, in quanto Henry non era in condizioni da combattere. Nella puntata di SmackDown "Holiday Special" del 29 novembre sconfigge Daniel Bryan, mantenendo il titolo. A TLC: Tables, Ladders & Chairs 2011 perde il World Heavyweight Championship in favore di Big Show in un Chairs match. Subito dopo però Daniel Bryan incassa la valigetta Money In The Bank e schiena Big Show, diventando nuovo campione. Continua quindi la faida con Big Show e il neo campione Daniel Bryan, che ha incassato la valigetta del Money In The Bank sul World's Largest Athlete. Nella puntata di SmackDown del 20 gennaio, svoltasi a Las Vegas, affronta il campione Daniel Bryan per il World Heavyweight Championship in un lumberjack match ma l'incontro termina ancora una volta in un No-contest dopo che i wrestlers a bordo ring hanno interferito all'interno del quadrato. Alla Royal Rumble, prende parte al Triple Threat Steel Cage match insieme a Big Show e al campione Daniel Bryan, ma ne esce sconfitto. Il 3 febbraio, a Smackdown, Theodore Long annuncia i partecipanti all'Elimination Chamber Match per il World Heavyweight Championship che si terrà al PPV Elimination Chamber: il campione Daniel Bryan, Wade Barrett, Big Show, Cody Rhodes, Randy Orton, e proprio Henry, che sale sul ring infuriato con Long, dicendogli che in quel match ha una possibilità su sei di vincere, e chiede di essere tolto da quel match. Inoltre, vuole un match titolato contro Bryan la sera stessa. Long, per tutta risposta, non solo lo toglie dal match che lo aspettava al PPV, ma lo sospende per essersi rivolto a mali modi al GM (Kayfabe).

#### Varie faide (2012–2013)
Al pay-per-view Elimination Chamber si tiene un siparietto sul ring nel quale intervengono Henry e i rientranti Alberto Del Rio e Christian, che chiedono la nomina di Laurinaitis come General Manager di Raw e Smackdown. A Raw, Henry vince un 2 on 1 Handicap Match in squadra con David Otunga contro il solo Santino Marella. Dopo il match, Laurinatis annuncia che sia Otunga che Henry faranno parte del Team Laurinaitis a Wrestlemania XXVIII che andrà contro il Team Long per decidere il vero General Manager dei due roster. A WrestleMania XXVIII Mark, con il Team Laurinaitis, sconfigge il Team di Teddy Long.
Il 9 aprile a Raw, ha un'altra opportunità per il WWE Championship; Mark si aggiudica il match ma solo per squalifica, non riuscendo così a conquistare il titolo che è rimasto nelle mani di CM Punk. Sul sito della WWE, però, viene riportato che Mark affronterà ancora CM Punk per il titolo in un match senza conteggio fuori dal ring e senza squalifica. Nella puntata di Raw del 16 aprile svoltasi a Londra viene sconfitto da CM Punk, fallendo ancora una volta l'assalto al titolo. Nella puntata di Raw del 23 aprile sconfigge Sheamus, grazie a Daniel Bryan che era lo Special Guest Referee. Nella puntata di SmackDown del 27 aprile combatte ancora contro Sheamus, ma questa volta viene sconfitto. Una settimana dopo, tramite il sito ufficiale WWE, viene comunicato che Mark Henry resterà fuori per un po' di tempo perché subirà un'operazione a una spalla.
Ritorna a sorpresa il 4 febbraio a Raw, dove attacca Daniel Bryan (che aveva appena terminato un match con Rey Mysterio), lo stesso Mysterio e Sin Cara. Nella puntata di SmackDown dell'8 febbraio prima attacca sia Titus O'Neil che The Great Khali e successivamente, sconfigge Randy Orton venendo ammesso all'Elimination Chamber match. Allo SmackDown successivo, sconfigge The Great Khali. Nella puntata di SmackDown prima del pay-per-view sconfigge nuovamente Randy Orton, ma questa volta solo per squalifica dopo che The Viper lo aveva attaccato con una sedia.
Al pay-per-view Elimination Chamber viene selezionato come ultimo entrante nella struttura, e riesce velocemente ad eliminare Daniel Bryan e Kane, ma viene eliminato da Randy Orton pochi minuti dopo. A Raw, sconfigge facilmente Sin Cara. Nella puntata di Raw Old School, durante l'entrata si incrocia con un vittorioso Ryback, lanciandosi sguardi di fuoco; successivamente sconfiggerà Zack Ryder. A SmackDown, il 9 marzo, sconfigge molto facilmente Yoshi Tatsu, e successivamente si incrocia nuovamente con Ryback. A Raw, l'11 marzo, assiste al match di Ryback che esce vittorioso contro Heath Slater, successivamente cerca di attaccare Ryback, ma poi ci ripensa ed esce dal ring. Successivamente, sempre a Raw, sconfigge Kofi Kingston. Mark inizia così una faida con Ryback con diversi scontri non verbali. Il 15 marzo a SmackDown viene sconfitto da Ryback perché lo Shield interviene attaccando Ryback. In seguito Henry ha consegnato tre World's Strongest Slam a Ryback. Il 19 marzo Mark e Ryback si sfidano nel sollevamento pesi, dove Henry ha concluso 53 ripetizione e lo stesso Ryback ma quando quest'ultimo tenta di fare la cinquantaquattresima ripetizione Mark interviene soffocandolo. Il 2 aprile a Wrestlemania Mark riesce a sconfiggere Ryback in un match singolo. Nella puntata di Raw del 29 aprile, Henry sfida Tensai e Brodus Clay al tiro alla fune, vincendo. Successivamente Sheamus entra in arena e propone a Mark una sfida. Inizialmente Mark è contrario, ma poi accetta e, mentre stava per vincere, Sheamus lascia la presa facendo cadere Henry per poi colpirlo con il Brogue Kick. Nella settimana prima del pay-per-view, Mark Henry riesce addirittura a spostare 2 camion facendo notare tutta la forza che ha. Ad Extreme Rules viene sconfitto da Sheamus in uno Strap match. Henry sarà presente alla puntata di Raw del 17 giugno dove, secondo alcune fonti, annuncerà il suo ritiro dal mondo del pro wrestling.

#### Faida con lo Shield (2013–2014)
Nella puntata di Raw del 17 giugno, torna interrompendo John Cena, e annuncia ufficialmente il suo ritiro. Quando però Cena prova ad abbracciarlo dopo il discorso, Henry lo stende con una World's Strongest Slam, urlando che presto il WWE Championship detenuto da Cena sarà suo.
A Money in the Bank non riesce a conquistare la corona, in quanto è costretto a cedere alla STF di Cena. A Raw del 15 luglio viene attaccato dallo Shield dopo aver chiesto un'altra opportunità per il WWE Championship.
Nella puntata di SmackDown! del 19 luglio salva i The Usos dall'attacco dello Shield, iniziando dunque una rivalità con loro e compiendo un Turn Face. Durante un'intervista, Mark Henry ha rivelato di aver prolungato il suo contratto con la WWE di tre anni, fino a giugno 2016. Il 22 luglio a Raw è salvato dagli Usos dallo Shield. Il 29, insieme agli Usos perde contro lo The Shield. Sempre a Raw il 5 agosto batte per count-out Ryback.
Ritorna a Survivor Series 2013 sconfiggendo Ryback in meno di 3 minuti. Nella puntata di Raw del 25 novembre Mark Henry e Big E Langston sconfiggono Curtis Axel e Ryback e i due face decidono di formare un vero e proprio team. Nella puntata di SmackDown! del 29 novembre sconfigge Curtis Axel. Nella puntata di Raw del 2 dicembre il World Strongest Man sconfigge Fandango. Nella puntata di SmackDown! del 13 dicembre Henry sconfigge Damien Sandow per count out. Nella puntata di Raw del 16 dicembre Mark Henry e Big E Langston sconfiggono i Real Americans. Nella puntata del 30 dicembre di Raw, interrompe un rientrante Brock Lesnar, i due daranno luogo ad una rissa, dove ad avere la peggio sarà proprio Henry, che subirà anche l'F5, all'esterno del ring. La stessa cosa accadrà a Raw old School del 6 gennaio, dove però stavolta subirà la Kimura Lock, che provocherà al World's Strongest Man una frattura al braccio.
Mark Henry torna nella puntata di Raw del 10 febbraio sconfiggendo Dean Ambrose in un Open Challenge United States Championship per squalifica. Nella puntata di SmackDown! del 14 febbraio Mark Henry partecipa oltre ad Rey Mysterio, Kofi Kingston e Jack Swagger ad un Fatal 4-Way Intercontinental Championship's Number One Conteders Match venendo vinto da Swagger. Nella puntata di Raw del 17 febbraio Henry viene sconfitto da Roman Reigns.

#### Alleanza con l'Authority (2014–2015)
Dopo un periodo di assenza per infortunio, dopo alcuni house show, Henry è tornato on-screen nella puntata di Raw del 5 agosto, in cui ha sconfitto in pochi minuti Damien Sandow, reo di aver offeso il Texas (stato natio di Henry e in cui si svolgeva la puntata). Nella puntata di SmackDown dell'8 agosto ha combattuto al fianco di Big Show, in un tag team match contro i RybAxel (Ryback e Curtis Axel), match vinto dai due giganti. I due assieme combattono diversi Tag Team Match, aprendo anche una breve feud con Luke Harper e Erick Rowan della Wyatt Family. Nel post-SummerSlam, Henry intraprende una feud con Rusev, dopo che quest'ultimo, assieme alla manager Lana, aveva disonorato la bandiera americana. I due si affrontano in un International Arm Wrestling Contest durante la puntata di SmackDown del 12 settembre, vinto dall'americano, e in un match nel Pay-per-View Night of Champions, in cui invece è Rusev a vincere. Nel Kick-off di Hell in a Cell, sconfigge Bo Dallas.
Nella puntata di Raw del 27 ottobre, nel match valido per i titoli di coppia WWE, Mark Henry compie un Turn Heel attaccando il suo compagno di team Big Show permettendo così a Gold e Stardust di mantenere i titoli. Nella puntata di Raw del 3 novembre, perde per squalifica contro Big Show e dopo il match stende con una World Strongest Slam ai danni del gigante sui gradoni d'acciaio. La settimana successiva a Raw viene si unisce al Team Authority che affronterà il Team Cena a Survivor Series. Il 23 novembre alle Survivor Series, il Team Authority viene sconfitto dal Team Cena grazie all'aiuto di Sting. In seguito, Henry si prese una pausa per un infortunio non specificato.
Torna nella puntata di Smackdown del 13 marzo interrompendo Roman Reigns dicendogli che non batterà Brock Lesnar, ma viene colpito dal Superman Punch. Pochi istanti dopo viene colpito da una spear attraverso le barricate. Durante questo promo, Henry è tornato tra le file dei "face". Nella puntata di Smackdown del 20 marzo doveva partecipare a un 2 contro 2 in squadra con Roman Reigns contro Kane e Seth Rollins ma nel backstage viene messo ko da loro due. Il 29 marzo, a WrestleMania 31 partecipa all'Andrè the Giant Memorial Battle Royal nel kickoff show, dove viene eliminato dagli Ascension. Nella puntata di Raw del 6 aprile, viene sconfitto da Sheamus.
A Elimination Chamber partecipa al match nella gabbia per il titolo intercontinentale come sostituto di Rusev, venendo eliminato per terzo da Sheamus.
Nella puntata di Raw del primo di giugno affronta per decisione dell'Authority Roman Reigns dopo che quest'ultimo aveva già combattuto contro King Barrett vincendo.
La posta in palio era un posto nel money in the bank ladder match e a vincere è Roman Reigns per countout.
Proprio a fine match Mark Henry attacca l'ex membro dello Shield con la World Strongest Slam, effettuando così un turn heel. Nella puntata di Raw il 22 giugno viene sconfitto da Ryback. Nella puntata di SmackDown del 2 luglio viene sconfitto ancora da Ryback.

#### Varie faide e ritiro (2015–2017)
Nella puntata di Raw del 13 luglio è tornato face partecipando a un 6 man tag team match. Il 23 novembre 2015 perde contro Neville a Raw e, dopo la sconfitta, si congratula col suo avversario. A Tribute to the Troops del 23 dicembre sconfigge facilmente Bo Dallas. Nella puntata di Raw del 19 gennaio 2016 forma un team con R-Truth, Titus O'Neil e Neville, i quali sconfiggono Tyler Breeze, Stardust e gli Ascension. Il 24 gennaio, alla Royal Rumble, si qualifica per il Royal Rumble Match insieme a Jack Swagger, avendo i due sconfitto gli Ascension, i Dudley Boyz e Darren Young e Damien Sandow in un Fatal 4-Way Royal Rumble Qualifying Tag Team Match. Nel Royal Rumble Match entra col numero 22 ma viene eliminato da Braun Strowman, Luke Harper ed Erick Rowan. Nella puntata di Raw dell'8 febbraio Henry sembra tornare heel, essendosi alleato con il New Day (Big E, Kofi Kingston e Xavier Woods) per affrontare i Dudley Boyz e gli Usos in un Tables match, ma alla fine decide di abbandonare i suoi compagni, che vengono in seguito sconfitti. Nella puntata di Raw del 15 febbraio viene poi sconfitto da Big E. Nella puntata di SmackDown del 25 febbraio si allea con AJ Styles e Chris Jericho e sconfigge il New Day. Mark Henry ha partecipato all'annuale André the Giant Memorial Battle Royal a WrestleMania 32 del 3 aprile ma è stato eliminato da Kane e Darren Young. Nella puntata di Raw del 4 luglio prende parte ad un 16-man Tag Team Elimination match come componente del Team USA (insieme a Big Show, Kane, Jack Swagger, Apollo Crews, Zack Ryder e i Dudley Boyz (Bubba Ray Dudley e D-Von Dudley)) contro la "Multinational Alliance" (formata da Sheamus, Alberto Del Rio, Cesaro, Chris Jericho, i Lucha Dragons (Kalisto e Sin Cara), Kevin Owens e Sami Zayn) ma è stato eliminato da Kevin Owens dopo aver eliminato Kalisto; ciononostante, il suo team ha ottenuto la vittoria finale grazie a Zack Ryder.
Con la Draft Lottery avvenuta nella puntata di SmackDown del 19 luglio 2016, Henry è stato trasferito nel roster di Raw.
Nella puntata di Main Event del 22 luglio Henry e Jack Swagger hanno trionfato sui Breezango (Fandango e Tyler Breeze). Nella puntata di Raw del 1º agosto Henry ha affrontato Rusev per lo United States Championship ma è stato sconfitto. Dopo un periodo di assenza di due mesi, Henry è tornato nella puntata di Raw del 17 ottobre dove lui e i Golden Truth (Goldust e R-Truth) hanno sconfitto Titus O'Neil e gli Shining Stars (Primo e Epico). Nella successiva puntata di Raw del 24 ottobre Henry è apparso per supportare i Golden Truth nel loro match contro gli Shining Stars (vinto dai primi). Nella puntata di Raw del 5 dicembre Henry ha sconfitto in pochi secondi Titus O'Neil.
Il 29 gennaio 2017 Henry ha partecipato al Royal Rumble match dell'omonimo pay-per-view entrando col numero 6 ed eliminando Jack Gallagher ma è stato eliminato da Braun Strowman dopo tre minuti e diciassette secondi di permanenza. Nella puntata di Raw del 13 febbraio Henry è stato sconfitto da Braun Strowman.
Il 2 aprile, nel Kick-off di WrestleMania 33, Henry ha partecipato all'annuale André the Giant Memorial Battle Royal ma è stato eliminato dallo sforzo combinato di tutti gli altri partecipanti.

#### WWE Hall of Famer e Producer (2018–2021)
Nella puntata di Raw del 22 gennaio 2018, in occasione del venticinquesimo anniversario dello show, è apparso nuovamente in un segmento nel backstage con The Godfather.
Il 19 marzo è stata annunciata la sua introduzione nella WWE Hall of Fame, avvenuta il 6 aprile, ed è stato introdotto dal suo vecchio amico e rivale Big Show.
Il 27 aprile, a Greatest Royal Rumble, partecipò al Royal Rumble match a 50 uomini entrando col numero 5 ma venne eliminato da Daniel Bryan e Dolph Ziggler.

### All Elite Wrestling (2021–presente)
Henry debuttò nella All Elite Wrestling il 30 maggio 2021 a Double or Nothing dove venne annunciato come allenatore e come membro del team di commento del nuovo show AEW Rampage.

## Personaggio

### Mosse finali

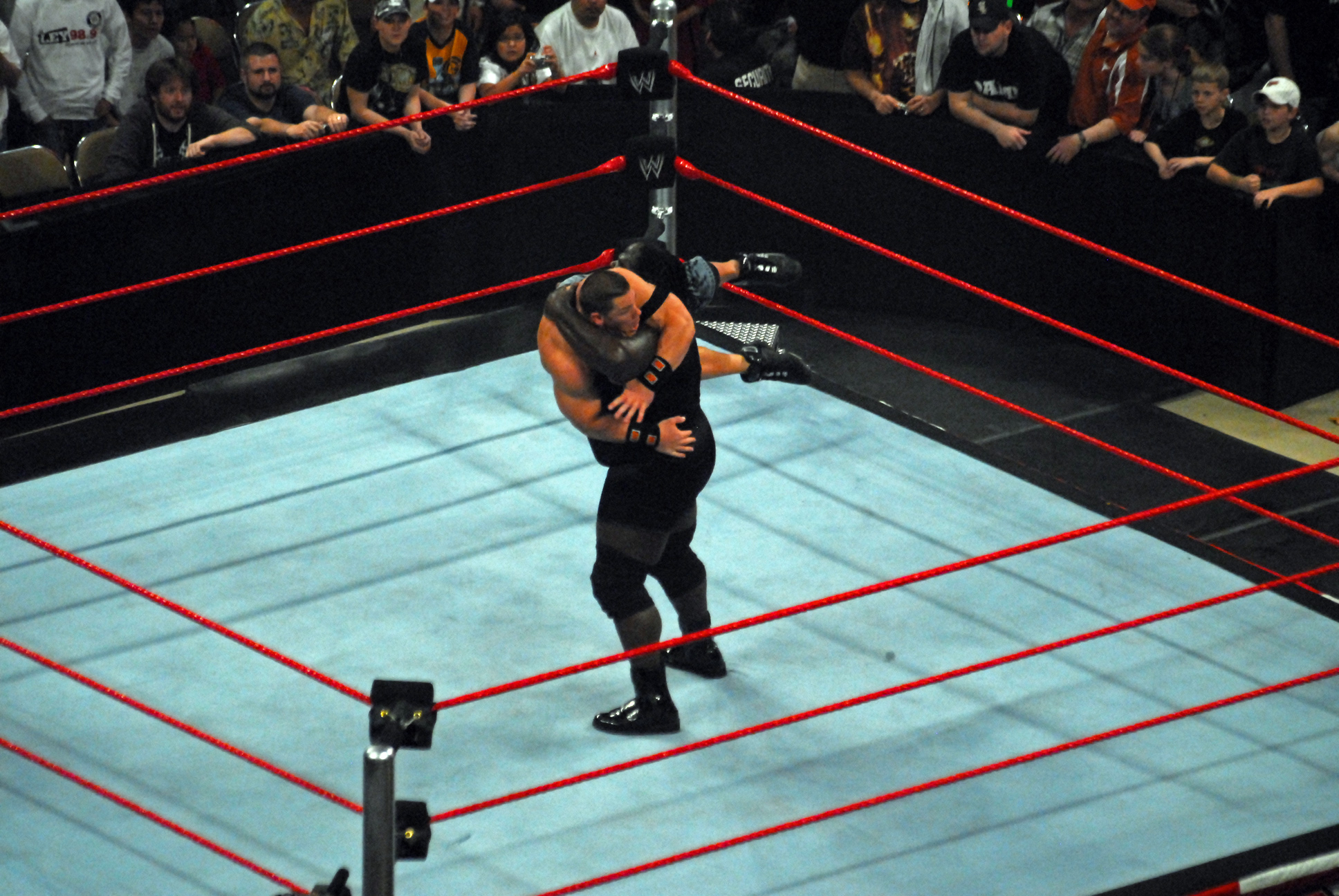
Mark Henry mentre esegue la World Strongest Slam su John Cena

- World's Strongest Slam (Falling powerslam)
- World's Strongest Splash (Running splash)

### Soprannomi
- "The King of the Jungle"
- "The Sexual Chocolate"
- "The Silverback"
- "The World's Strongest Man"
- "The World's Strongest Champion"
- "Nutellone"

## Titoli e riconoscimenti

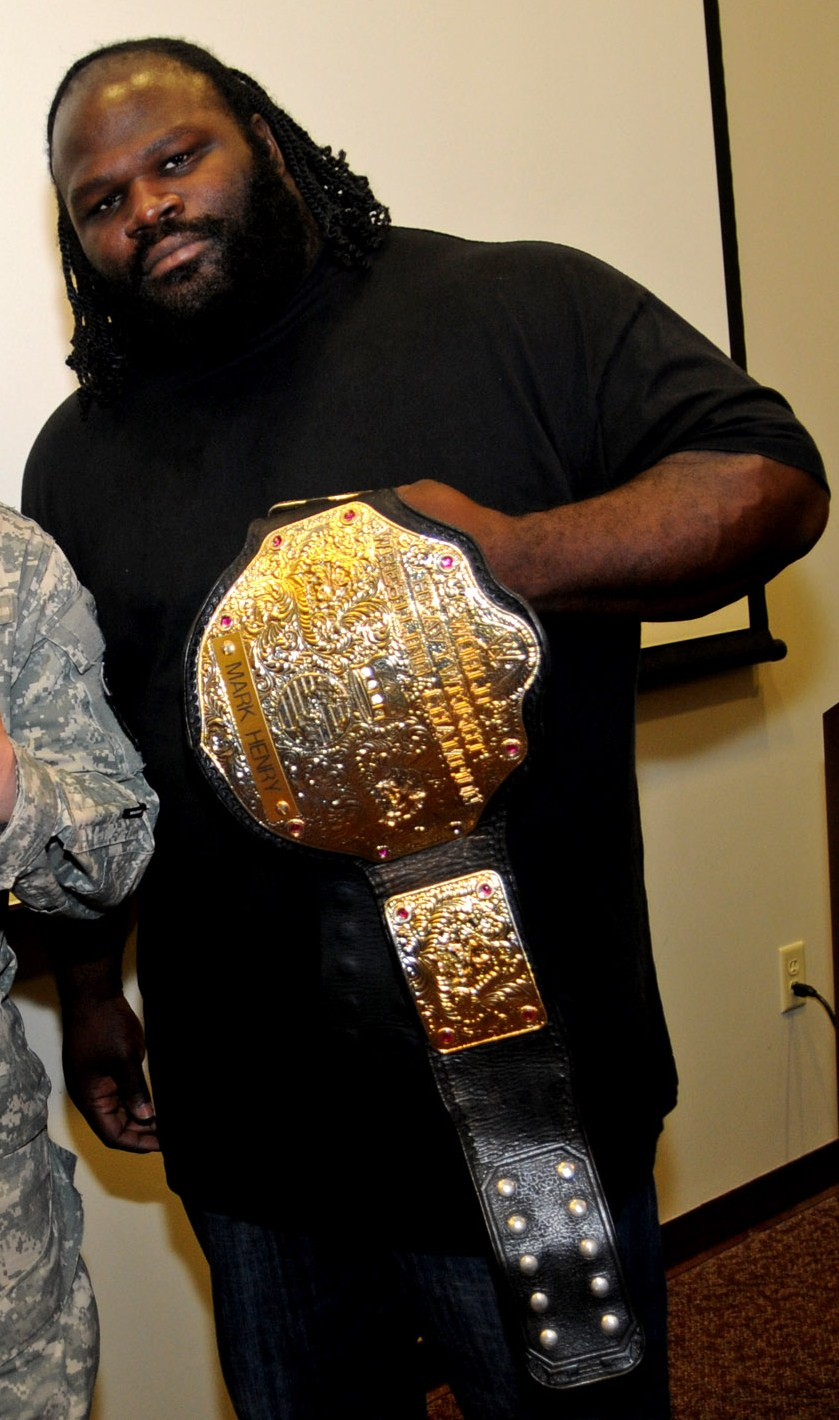
Mark Henry con il World Heavyweight Championship, titolo che ha vinto una volta

### Wrestling
- Extreme Championship Wrestling
  - ECW Championship (1)[2]
- Pro Wrestling Illustrated
  - Most Improved Wrestler of the Year (2011)
  - 9° tra i 500 migliori wrestler singoli nella PWI 500 (2012)
- World Wrestling Entertainment
  - World Heavyweight Championship (1)[2]
  - WWE European Championship (1)[2]

### Sollevamento pesi
- Senior American Championship (1993, 1994, 1995, 1996, 1997)

## Filmografia

### Cinema
- Ghost Movie 2 - Questa volta è guerra (A Haunted House 2), regia di Michael Tiddes (2014)
- Incarnate - Non potrai nasconderti regia di Brad Peyton (2016)

### Televisione
- Lo show di Big Show (The Big Show Show) – serie TV, un episodio (2020)

### Doppiatore
- I Flintstones e WWE - Botte da orbi! (The Flintstones & WWE: Stone Age SmackDown!), regia di Spike Brandt (2015)

## Doppiatori italiani
- Stefano Alessandroni in Ghost Movie 2 - Questa volta è guerra